# Triòrn
Triors és un municipi francès situat al departament de la Droma i a la regió d'Alvèrnia-Roine-Alps. L'any 2007 tenia 521 habitants.

## Demografia

### Població
El 2007 la població de fet de Triors era de 521 persones. Hi havia 185 famílies de les quals 26 eren unipersonals (15 homes vivint sols i 11 dones vivint soles), 74 parelles sense fills, 74 parelles amb fills i 11 famílies monoparentals amb fills.
La població ha evolucionat segons el següent gràfic:
Habitants censats

### Habitatges
El 2007 hi havia 201 habitatges, 183 eren l'habitatge principal de la família, 12 eren segones residències i 6 estaven desocupats. 178 eren cases i 23 eren apartaments. Dels 183 habitatges principals, 147 estaven ocupats pels seus propietaris, 33 estaven llogats i ocupats pels llogaters i 3 estaven cedits a títol gratuït; 1 tenia una cambra, 2 en tenien dues, 18 en tenien tres, 50 en tenien quatre i 113 en tenien cinc o més. 99 habitatges disposaven pel capbaix d'una plaça de pàrquing. A 47 habitatges hi havia un automòbil i a 125 n'hi havia dos o més.

### Piràmide de població
La piràmide de població per edats i sexe el 2009 era:
| Homes | Edats   | Dones |
| ----- | ------- | ----- |
| 0     | 95 o +  | 0     |
| 0     | 90 a 94 | 4     |
| 0     | 85 a 89 | 0     |
| 0     | 80 a 84 | 0     |
| 4     | 75 a 79 | 8     |
| 16    | 70 a 74 | 12    |
| 0     | 65 a 69 | 8     |
| 12    | 60 a 64 | 12    |
| 24    | 55 a 59 | 16    |
| 40    | 50 a 54 | 24    |
| 16    | 45 a 49 | 12    |
| 28    | 40 a 44 | 12    |
| 16    | 35 a 39 | 16    |
| 16    | 30 a 34 | 12    |
| 8     | 25 a 29 | 16    |
| 12    | 20 a 24 | 8     |
| 12    | 15 a 19 | 16    |
| 8     | 10 a 14 | 16    |
| 16    | 5 a 9   | 28    |
| 12    | 0 a 4   | 8     |

## Economia
El 2007 la població en edat de treballar era de 349 persones, 254 eren actives i 95 eren inactives. De les 254 persones actives 236 estaven ocupades (136 homes i 100 dones) i 18 estaven aturades (12 homes i 6 dones). De les 95 persones inactives 39 estaven jubilades, 26 estaven estudiant i 30 estaven classificades com a «altres inactius».

### Ingressos
El 2009 a Triors hi havia 188 unitats fiscals que integraven 519 persones, la mediana anual d'ingressos fiscals per persona era de 19.942 €.

### Activitats econòmiques
Dels 13 establiments que hi havia el 2007, 2 eren d'empreses de construcció, 1 d'una empresa de comerç i reparació d'automòbils, 2 d'empreses financeres, 4 d'empreses immobiliàries, 1 d'una empresa de serveis i 3 d'empreses classificades com a «altres activitats de serveis».
Dels 5 establiments de servei als particulars que hi havia el 2009, 1 era una fusteria, 1 electricista, 1 perruqueria i 2 agències immobiliàries.
L'any 2000 a Triors hi havia 20 explotacions agrícoles que ocupaven un total de 231 hectàrees.

## Equipaments sanitaris i escolars
El 2009 hi havia una escola elemental.

## Poblacions més properes
El següent diagrama mostra les poblacions més properes.